# 7. muslimanska viteška oslobodilačka brigada
7. muslimanska viteška oslobodilačka brigada je osnovana 18. decembra 1992. godine na prijedlog štaba Teritorijalne odbrane Zenice. Formirana je od vojnika koji su se nalazili na platou Vlašića i koji su insistirali da se jedinica nazove muslimanska. Nalazila se u sastavu 3. korpusa Armije RBiH.
Odlukom Predsjedništva RBiH od 11. maja 1995. godine dodijeljen joj je počasni naziv viteška.
U čast ovoj proslavljenoj jedinici Armije RBiH, jedna ulica u Kaknju nosi njen naziv.
Kroz ovu brigadu je prošao i određen broj stranih dobrovoljaca iz islamskih zemalja.

## Istorija
7. muslimanska brigada je formirana objedinjavanjem jedinica iz Srednje Bosne, koje su se u vrijeme osnivanja brigade nalazile na Vlašićkom platou. 
Odlukom Predsjedništva RBiH od 14. maja 1994. godine, brigadi je dodijeljen počasni naziv Slavna, A 11. maja 1995. godine, takođe odlukom iste institucije, brigadi je dodijeljen najviši kolektivni naziv viteška.
Nakon rata i ukidanjem korpusa, 7. muslimanska viteška oslobodilačka brigada mijenja naziv u 7. viteška mehanizovana brigada a pod tim nazivom brigada je 21. avgusta 1997. godine ušla u sastav novoformirane Vojske Federacije Bosne i Hercegovine.

## Komandanti brigade
Odlukom Envera Hadžihasanovića iz 1992. godine na komandna mjesta su postavljeni:
- komandant: Mahmut Karalić
- načelnik štaba: Asim Koričić
- pomoćnik načelnika za operativno-nastavne planove: Amir Kubura[4]

Dana 12. marta 1993. godine za komadanta 7. brigade Sefer Halilović postavlja Asima Koričića, s tim komandu nad 7. muslimanskom brdskom brigadom de fakto ima Amir Kubura, koji je tek 6. avgusta 1993. godine postavljen za komandanta.

## Sastav 7. muslimanske brigade
Komanda i sjedište brigade nalazili su se u kasarni u zeničkom Bilimišću. 
- 1. bataljon sa sjedištem u Travniku (nije poznato da je bataljon do 1993. godine imao zapovjednika, te se prvim komadantom smatra Safet Junuzović)
- 2. bataljon sa sjedištem na Bilimišću (komandant do 1993. godine Šerif Patković, njega mijenja Kasim Podžić)
- 3. bataljon sa sjedištem u Kaknju (komandanti Kasim Alibegović, Nihad Ćatić, te 1993. godine Mustafa Hadžihafizbegović)

Od 1993. godine 7. muslimanska brigada dobija bataljon vojne policije sa sjedištem u Zenici; međutim, komandant vojne policije nije potpadao pod komandu 7. brigade, niti je bataljon morao izvršavati komande 7. brigade. Postojao je princip dvostruke komande. Jedinica je imala priblžno 30 ljudi, a komadant je bio Jusuf Karalić.
Svaki se bataljon satojao od 4 čete i ukupan broj vojnika bio je oko 1.500.